# Fanfan la Tulipe
Fanfan la Tulipe  (en España: Fanfan, el invencible) es una película de aventuras francesa de 1952 dirigida por Christian-Jaque y protagonizada por Gérard Philipe y Gina Lollobrigida. Está categorizada dentro de las películas de capa y espada. Tuvo una remake en 2003 con Vincent Pérez como protagonista y Penélope Cruz en el papel de Adeline.

## Argumento
La película se desarrolla en Francia durante la Guerra de los Siete Años. Cuando comienza la película, Fanfan (Gérard Philipe) es un joven encantador y atractivo que intenta escapar de un matrimonio forzado. En este punto vulnerable de su vida, se le acerca la hija de un oficial de reclutamiento, Adeline (interpretada por Gina Lollobrigida), quien le dice que si se une al ejército, encontrará fama, fortuna y se casará con la hija del rey; en consecuencia, se une al ejército, solo para descubrir que ella inventó todo para que su padre obtenga un bono de reclutamiento. Sin embargo, alentado por una serie de circunstancias improbables, acepta la predicción como su destino. Una serie de eventos azarosos muestran el vigor y liderazgo de Fanfan y, a medida que transcurre la acción, se hace evidente la atracción entre el protagonista y Adeline.

## Reparto
- Gérard Philipe como Fanfan la Tulipe
- Gina Lollobrigida como Adeline La Franchise
- Marcel Herrand como Luis XV
- Olivier Hussenot como Tranche-Montagne
- Noël Roquevert como Fier-à-Bras
- Henri Rollan como El mariscal d'Estrées
- Nerio Bernardi como La Franchise
- Jean-Marc Tennberg como Lebel
- Geneviève Page como La marquesa de Pompadour
- Sylvie Pelayo como Enriqueta de Francia
- Lolita De Silva como la dama de honor
- Irène Young como Marion
- Georgette Anys como Madame Tranche-Montagne
- Henri Hennery como Guillot
- Lucien Callamand como el mariscal de Brandebourg

## Producción
El filme fue rodado en blanco y negro por Christian Matras. Una versión coloreada, supevisda por Sophie Juin para Les Films Ariane, fue presentada en 2000 en DVD en Europa.

## Premios
Ganadora
- Festival Internacional de Cine de Berlín de 1952 – Oso de Plata[2]
- Festival Internacional de Cine de Cannes de 1952 – Mejor director[3]

Nominada
- Festival Internacional de Cine de Cannes de 1952 –  Gran Premio del Festival